# Grant Babajan
Grant Geworkowicz Babajan (ros. Грант Геворкович Бабаян, ur. 7 czerwca 1921 we wsi Taza Giuch (obecnie Nor Giuch) w rejonie kotajkskim w Armenii, zm. 17 lutego 1995 w Erywaniu) – radziecki podpułkownik narodowości ormiańskiej, Bohater Związku Radzieckiego (1946).

## Życiorys
Urodził się w rodzinie robotniczej. W 1939 skończył szkołę średnią, pracował w organach łączności specjalnej w Erywaniu, w grudniu 1939 został powołany do Armii Czerwonej. W lipcu 1941 ukończył wojskową szkołę piechoty i został skierowany na front wojny z Niemcami, walczył kolejno na Froncie Rezerwowym, Briańskim, Zachodnim, Zakaukaskim, Północno-Kaukaskim, w składzie Samodzielnej Armii Nadmorskiej, na 4 Froncie Ukraińskim, ponownie w składzie Samodzielnej Armii Nadmorskiej i na 1 Froncie Białoruskim, był trzykrotnie ranny (w kwietniu 1943, w kwietniu 1945 i w maju 1945). W dniach od 16 do 23 kwietnia 1945 jako dowódca batalionu 400 pułku piechoty 89 Dywizji Piechoty 33 Armii 1 Frontu Białoruskiego w stopniu majora brał udział w walkach o Frankfurt nad Odrą, dzięki umiejętnemu dowodzeniu wypierając siły wroga. Został wówczas ranny, jednak nie opuścił pola walki. Kontynuował służbę w armii do 1947, gdy został zdemobilizowany w stopniu podpułkownika.

## Odznaczenia
- Złota Gwiazda Bohatera Związku Radzieckiego (15 maja 1946)
- Order Lenina (15 maja 1946)
- Order Czerwonego Sztandaru (10 czerwca 1944)
- Order Bohdana Chmielnickiego III klasy (8 kwietnia 1945)
- Order Aleksandra Newskiego (6 lipca 1944)
- Order Wojny Ojczyźnianej I klasy (11 marca 1985)
- Order Czerwonej Gwiazdy (15 sierpnia 1943)
- Medal jubileuszowy „W upamiętnieniu 100-lecia urodzin Władimira Iljicza Lenina”
- Medal „Za zwycięstwo nad Niemcami w Wielkiej Wojnie Ojczyźnianej 1941–1945”
- Medal „Za obronę Moskwy”
- Medal „Za obronę Kaukazu”
- Medal „Za wyzwolenie Warszawy”
- Medal „Za zdobycie Berlina”
- Medal „Weteran pracy”
- Medal jubileuszowy „Dwudziestolecia zwycięstwa w Wielkiej Wojnie Ojczyźnianej 1941–1945”
- Medal jubileuszowy „Trzydziestolecia zwycięstwa w Wielkiej Wojnie Ojczyźnianej 1941–1945”
- Medal jubileuszowy „Czterdziestolecia zwycięstwa w Wielkiej Wojnie Ojczyźnianej 1941–1945”
- Medal jubileuszowy „50 lat Sił Zbrojnych ZSRR”
- Medal jubileuszowy „60 lat Sił Zbrojnych ZSRR”
- Medal jubileuszowy „70 lat Sił Zbrojnych ZSRR”
- Medal za Warszawę 1939–1945
- Medal za Odrę, Nysę, Bałtyk (Polska Ludowa)
- Brązowy Medal „Zasłużonym na Polu Chwały” (Polska Ludowa)